# Ginkobiloba
Ne doit pas être confondu avec Ginkgo biloba.
Ginkobiloba est un groupe français de musique du monde, dont des paroles sont en français, anglais et espagnol.
Formé en 1997, le groupe enregistra deux albums et joua de nombreux concerts. Après huit années d'existence, ses membres décident de se séparer : « Nous avons survécu à toutes les crises que peuvent [sic] rencontrer un groupe, mais nous n’avons pas survécu à nos évolutions respectives ».
Chaque membre est maintenant dans un groupe différent. La chanteuse Marianne Cambournac poursuit désormais une carrière « solo » sous le nom de Marianne Aya Omac.

## Membres
- Marianne Cambournac : guitare, chant, darbouka, trompette vocale
- Eric Contreau : percussions, batterie
- Bruno Millan : accordéon
- Fatine Assyadi : chœurs, percussions
- Bertrand Ray : contrebasse, basse
- Pierre Leyder: sax soprano et ténor
- Stéphane Mahistre : batterie

## Discographie
- Pachamama

1. Le gitan de Candolle
2. Tango Pajarito
3. Espagnolade
4. To the river
5. L'immigré
6. Arabo
7. No me atrevo
8. Poï Poï
9. Ma blonde
10. Il court
11. "So eyes"
12. A su Padre

- Mamacita

1. Intro Cévennole (Mme Marguerite Triaire)
2. Yo vivo por la montaña
3. Ernesto/Celui qui dansait nu
4. Kossovo
5. Ay Mama
6. La Llorona
7. La Lorona de Candolle
8. De l'autre côté
9. Yes Lord
10. Mystique revelation
11. Sources
12. La mouche
13. En nou alle
14. Sapo, Juan y Martin
15. Ouverture